# Monopis monacha
Monopis monacha är en fjärilsart som beskrevs av Aleksei Konstantinovich Zagulajev 1972. Monopis monacha ingår i släktet Monopis och familjen äkta malar. Inga underarter finns listade i Catalogue of Life.